# Roque Gonzales
Roque Gonzales är en kommun i Brasilien.   Den ligger i delstaten Rio Grande do Sul, i den södra delen av landet, 1 600 km sydväst om huvudstaden Brasília. Antalet invånare är 7 206.
Omgivningarna runt Roque Gonzales är en mosaik av jordbruksmark och naturlig växtlighet. Runt Roque Gonzales är det glesbefolkat, med 16 invånare per kvadratkilometer.